# Soteria Aliberty
Soteria Aliberty (grekiska: Σωτηρία Αλιμπέρτη), född 1847 i Aten, död 1929, var en grekisk lärare, feminist och författare.
Alibertys skrev främst biografier över framstående grekiska kvinnor, publicerade i Women's Newspaper, utgiven i Aten. Hon grundade den första grekiska kvinnoorganisationen, Ergani Athena.